# Fucili Lorenz
I fucili Lorenz furono armi da fuoco ad avancarica a canna rigata utilizzate dall'Impero austriaco attorno alla metà del XIX secolo; successivamente (dal 1867) furono sostituiti dai fucili a sistema di caricamento a retrocarica Wänzel. I modelli Lorenz erano l'Infanteriegewehr M 1854, un fucile da fanteria mod. 1854 in due varianti, e lo Jägerstutzen M 1854 (carabina per cacciatori Mod. 1854), sempre in due varianti; in ultimo, l'Extrakorpsgewehr 1854, che era un fucile per corpi speciali.

## La tecnica
I fucili Lorenz si basavano sul sistema "a luminello", cioè l'ignizione della polvere avveniva per l'urto su una capsula fulminante posta sul fondo del cavo di culatta; questo sistema, garantendo un'accensione uniforme della carica di lancio, permetteva una gittata notevole, che, associata alla rigatura della canna, consentiva un tiro molto preciso anche a notevoli distanze. La canna era solcata da quattro scanalature a fondo piatto ad andamento elicoidale, che effettuavano un giro completo in 210 cm. Il tipo I aveva la tacca di mira fissa a 300 passi; il tipo II era tarato fino a 900 passi.

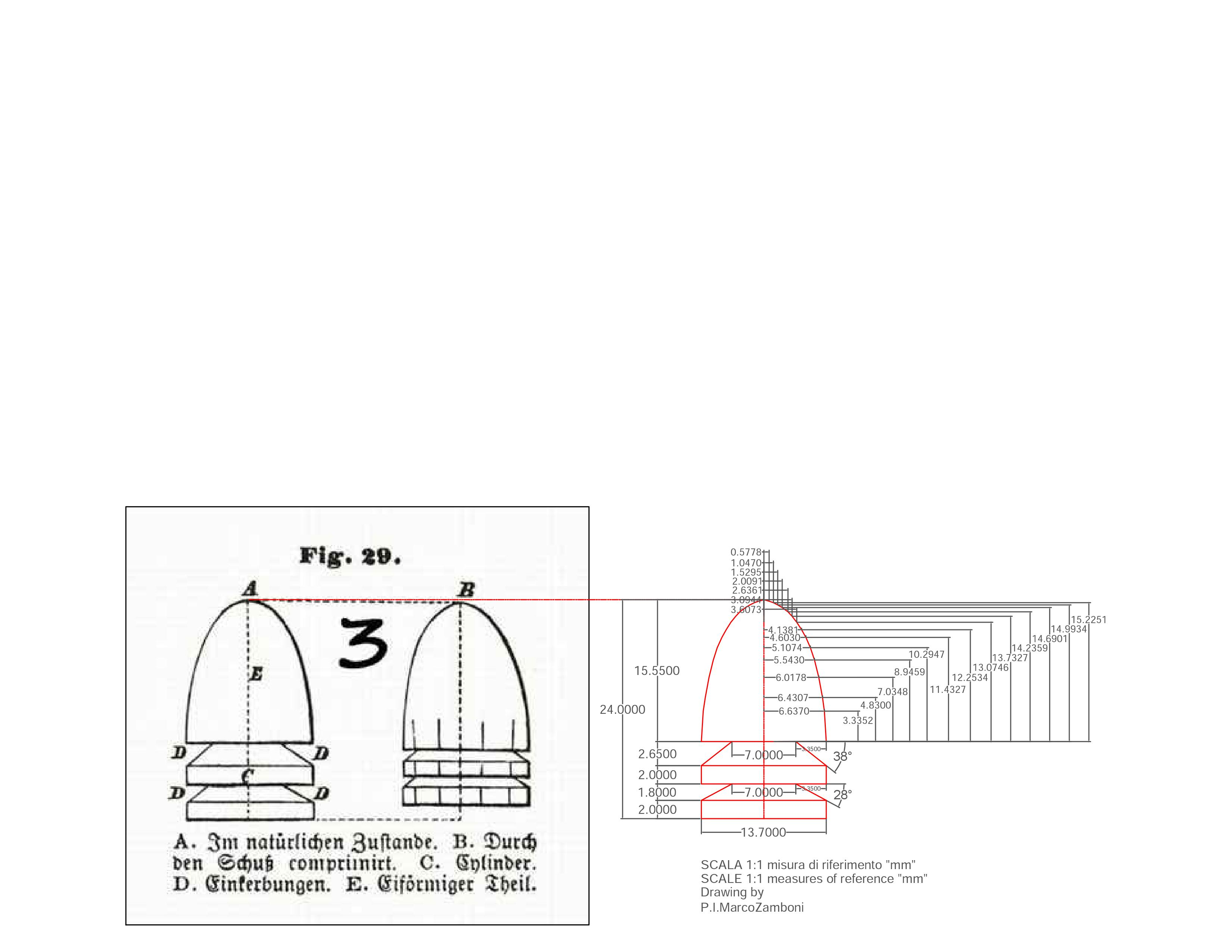
Palla a compressione miniè Lorenz .54"/13,7mm - 400gr/28g. Drawing by P.I. Marco Zamboni

Il sistema si basava su una pallottola "a compressione", del calibro di 13,7 mm, che veniva inserita dalla bocca nella canna rigata.
Sullo stesso sistema fu prodotta una carabina per fanteria leggera della lunghezza di 109,6 cm. Un terzo fucile "sistema Lorenz", fu l'Extrakorpsgewehr 1854, che era destinato ai corpi dei pionieri, del genio e della gendarmeria; era lungo 105,5 cm ed era prodotto in un solo modello con tacca di mira fissa.
Il fucile da fanteria aveva una baionetta a spiedo con lama a sezione cruciforme, mentre la carabina aveva una lunga baionetta a lama piatta ad un solo filo, entrambe con fissaggio a manicotto e ghiera.
Nel 1862 l'esercito imperiale austriaco decise l'adozione della pallottola ad espansione sistema Podewils calibro 13,6 mm, e dal 1863 dei fucili da fanteria Lorenz vennero prodotti con canna in acciaio e in un unico modello con alzo abbattibile; le carabine a stelo (Dornstutzen) furono private di quest'ultimo.

## L'impiego
L'impiego bellico di queste armi si ebbe in occasione della seconda guerra d'indipendenza italiana del 1859, contro i franco-piemontesi in battaglie famose come Magenta e Solferino e San Martino, nella campagna di Danimarca del 1864 e nella terza guerra d'indipendenza italiana contro gli italo-prussiani.
In quell'occasione i Lorenz mostrarono le loro buone qualità sul fronte italiano, ma sul fronte settentrionale si trovarono a confrontarsi con i nuovi fucili Dreyse prussiani. Questi fucili davano un doppio vantaggio tattico, cioè sia una maggiore cadenza di tiro (la cadenza di tiro dei fucili Lorenz non è riportata esplicitamente, ma si può ritenere che un soldato addestrato sparasse almeno due o tre colpi al minuto con un fucile ad avancarica, mentre la cadenza di tiro dei fucili a sistema Dreyse era di 9 colpi al minuto), sia la possibilità per il tiratore di restare sdraiato, costituendo un bersaglio molto meno evidente rispetto a un tiratore eretto o inginocchiato (posizione che era necessaria per ricaricare un fucile ad avancarica). Per rendersene conto, basta considerare che nel corso della guerra l'esercito austriaco perse 23.953 uomini contro gli 8.894 persi dai prussiani.
Gli americani ottennero ed utilizzarono notevoli quantità di fucili sistema Lorenz, circa 100.000 i nordisti, forse molti di più i confederati, nel corso della loro Guerra civile. I Lorenz potevano utilizzare anche le pallottole calibro 54 sistema Miniè americane, oltre quelle fornite dall'Austria, ma stranamente un certo numero di canne di questi fucili furono alesate e rigate al calibro 14,7 mm, il 58 americano, senza specifiche ragioni.